# 浙江財閥
浙江財閥（せっこうざいばつ、拼音: Zhè jiāng cái fá）とは19世紀後半から20世紀初頭に、中国最大の貿易都市である上海を拠点とした浙江・江蘇両省出身の金融資本家集団の総称である。江浙財閥（こうせつざいばつ）ともいう。
幇を基盤に発展し、銀行、銭荘、儲備銀行などを中心とした金融資本があった。
1927年、蔣介石の上海クーデターを支援、南京政府の経済的支柱として支配力を振るった。官僚資本である四大家族の独占的地位確立につれて没落、第二次世界大戦中から戦後にかけて解体された。